# Andrea Cesalpino
Andrea Cesalpino (eller Andreas Caesalpinus), född 6 juni 1519 i Arezzo, död 23 februari 1603 i Pisa, var en italiensk botaniker, filosof och naturvetare.
Cesalpino gjorde den första viktigare växtsystematiken sedan antiken, och detta var grunden till Carl von Linnés växtsystematik. I sina verk klassificerade Cesalpino växter utifrån deras frukter och frön, i stället för att ordna dem alfabetiskt eller efter deras medicinska egenskaper. 1555 efterträdde han Luca Ghini som chef för den botaniska trädgården i Pisa. Botanikern Pietro Castelli (1574-1662) var en av hans studenter. 
Cesalpino gjorde även några insatser i fysiologin. Han teoretiserade omkring blodcirkulationen 1569. Han föreställde sig dock att denna blodcirkulation var kemisk, och bestod i en upprepad avdunstning och kondensering av blodet, och lanserade inte förståelsen av den fysiska blodcirkulation som populariserades genom böcker av William Harvey (1578-1657), som 1616 bevisade att blodcirkulationen var ett faktum efter anatomiska observationer.

## Biografi
Cesalpino föddes i Arezzo, Italien, den 6 juni 1519. Han studerade vid universitetet i Pisa; medicin för Realdo Colombo (d. 1559), och botanik för den berömde Luca Ghini (d. 1556). Därefter undervisade han i filosofi, medicin och botanik vid samma universitet, under det att han samtidigt gjorde botaniska exkursioner i olika delar av Italien. Under denna tid började botaniska trädgårdar anläggas i Europa; den första anlades av Ghini i Pisa 1543 eller 1544. Ghini efterträddes som chef för Pisas botaniska trädgård av Cesalpino, som hade posten 1554-1558. Överkvalificerad för detta kallades han till Rom som professor i medicin vid La Sapienza och medikus åt påven Clemens VIII. Det är inte helt klarlagt huruvida han även var superintendent av Roms botaniska trädgård, som hans framstående student Michele Mercati (1541-1593) skapat.

## Filosofiska verk
I allt Cesalpino skrev framstår han som särartad tänkare. Det kan inte förnekas att hans stil är tung, men den skolastiska tradition han verkade i till trots, är vackra passager återkommande. De moderna botaniker och naturvetare som inte är bekanta med Aristoteles tycker i regel att han är obskyr; följden av oförmågan till härledning är att han missbedöms.
Ingen samtida analys av textkritisk art av Cesalpinos undersökningar och hans samtliga verk har utförts, och inte heller har hans samlade verk utgivits. Sju av dem är kända, och de flesta av dem har tryckts i flera upplagor, men sedan 1600-talet har ingen kommit i nyutgåva. Litteraturen nedan återger årtalen då verken först publicerades.
Hans mest betydelsefulla verk inom filosofin är Quaestionum peripateticarum libri V (Florens 1569). Cesalpino bevisar här att han är en av 1500-talets främste kännare av Aristoteles. Det finns även influenser av Averroes, och Cesalpino verkar i en avverroesisk tolkningstradition av Aristoteles, och uppenbarligen hade han också en dragning åt panteism; detta har lett till att han brukar räknas till spinozister fastän han var före Spinoza. En protestantisk motståndare till Aristoteles, Nicolaus Taurellus (d. 1606, i Altdorf), som kallas den förste tyske filosofen, skrev flera motskrifter till Cesalpino. Ett av Taurellus verk, Alpes caesae etc. (Frankfurt, 1597) är helt ägnad åt kritik mot Cesalpino, vilket redan titelns anspelning på hans namn visar. Nästan hundra år därefter angreps Cesalpino igen, av en engelsman, Samuel Parker (d. 1688), i ett verk med titeln Disputationes de Deo et providentiâ divinâ  (London, 1678).
Cesalpino höll fast vid sina katolska principer och vid sin strävan att avslöja falsarier i filosofiska tankesätt som var oförenliga med hans aristotelism. I Italien fick han anhängare både hos sekulära och troende härskare.

## Medicinska och fysiologiska verk
Cesalpinos fysiologiska undersökningar av blodcirkulationen är välkända, men ofta har det felaktigt ansetts att han antingen blivit förbisedd eller, lika felaktigt, att han blivit överskattad. En studie i de passager som går in på blodomloppet ger vid handen att Cesalpino går djupare in i blodomloppets hemligheter än någon före William Harvey, men att han inte grundar sina antaganden på anatomiska observationer och inte visar några gedignare insikter i blodomloppets helhet. Vid sidan av ovan nämnda Quæstionum peripateticarum, bör hans studier sökas i Quaestionum medicarum libri duo (Venedig, 1593).

## Botanik
Cesalpinos viktigaste botaniska arbete var De plantis libri XVI (Florens, 1583). Tillståndet till publicering är daterat till 27 september 1581, och verket är dedicerat till Frans I av Toscana (1541–1587); inklusive dedikation och register uppgår det till 670 sidor, av vilka 621 är ren text. Till skillnad från herbarium som var vanliga, innehåller alstret inga illustrationer. Den första delen om 30 sidor är den viktigaste i generell bemärkelse. Under 1600-talet var botaniker överens om att Cesalpino här, med stöd i Aristoteles, skapar morfologin och fysiologin för växter och skapar den första klassifikationen av blommande växter. 
Boken är unik i tre avseenden: 1. den stora andelen personliga analyser och observationer i första hand av blommor, frön och frukter innan mikroskopet var uppfunnet, 2. att han lyckas peka ut organen för fruktbildande som grund för det botaniska systemet, och slutligen 3. det självständiga och filosofiska handhavandet med ett rikt material som samlats genom observation. Cesalpino skrev även en bilaga till verket, Appendix ad libros de plantis et quaestiones peripateticas (Rom, 1603).
Han är dessutom känd som en av de första att göra ett herbarium; ett av de äldsta bevarade sådana skapades åt biskop Alfonso Tornabuoni 1550-60 av Cesalpino. Herbariet gick ett osäkert öde till mötes innan det införskaffades av Florens naturhistoriska museum. Det består av 260 folianter i tre volymer inbundna i rött läder, och innehåller 760 olika växter. Ett annat verk av värde för kemin, mineralogin och geologin gavs ut med titeln De metallicis libri tres (Rom, 1596). Vissa slutsatser påminner om upptäckter på 1700-talet av forskare som Antoine Lavoisier och René Just Haüy, och det visar även en korrekt bedömning av fossiler.
En franciskanermunk vid namn Charles Plumier (d. 1704), gav en växtart namnet Cesalpinia och Carl von Linné använde detta namnet i sitt system. Denna art omfattar mer än 40 varieteter och ingår i underordningen Caesalpinioideae (familjen Leguminosae), som utgörs av ett flertal användbara plantor. Linné hänvisar löpande till Cesalpino i sina verk, och skriver att: 
Quisquis hic exstiterit primos concedat honores
Casalpine Tibi primaque certa dabit.
Auktorsnamnet Cesalpino kan användas för Andrea Cesalpino i samband med ett vetenskapligt namn inom botaniken; se Wikipediaartiklar som länkar till auktorsnamnet.